# Březová (Sokolovi járás)
Březová (németül: Prösau) város Csehországban a Karlovy Vary-i kerület Sokolovi járásában. Sokolovtól 3 km-re délnyugatra terül el. Közigazgatásilag hozzá tartoznak Arnoltov (Arnitzgrün), Černý Mlýn (Schwarzmühle), Kamenice (Steinbach), Kostelní Bříza (Kirchenbirk), Lobzy (Lobs), Rudolec (Ruditzgrün), Tisová (Theußau). Korábban területén feküdtek a második világháború utáni kitelepítések által elnéptelenített Bystřina (Reichenbach), Krásná Lípa (Schönlind), Ostrov (Wöhr), Paseka (Schwand), Smrkovec (Schönficht), Studánka (Schönbrunn) és Žitná (Rockendorf) települések.

## Népesség
A település népessége az elmúlt években az alábbi módon változott:
| Lakosok száma | 4986 | 4720 | 4864 | 1292 | 3096 | 2781 | 2744 | 2725 | 2616 | 2604 |
|               | 1869 | 1890 | 1921 | 1950 | 1980 | 2001 | 2017 | 2019 | 2022 | 2024 |

## Jegyzetek

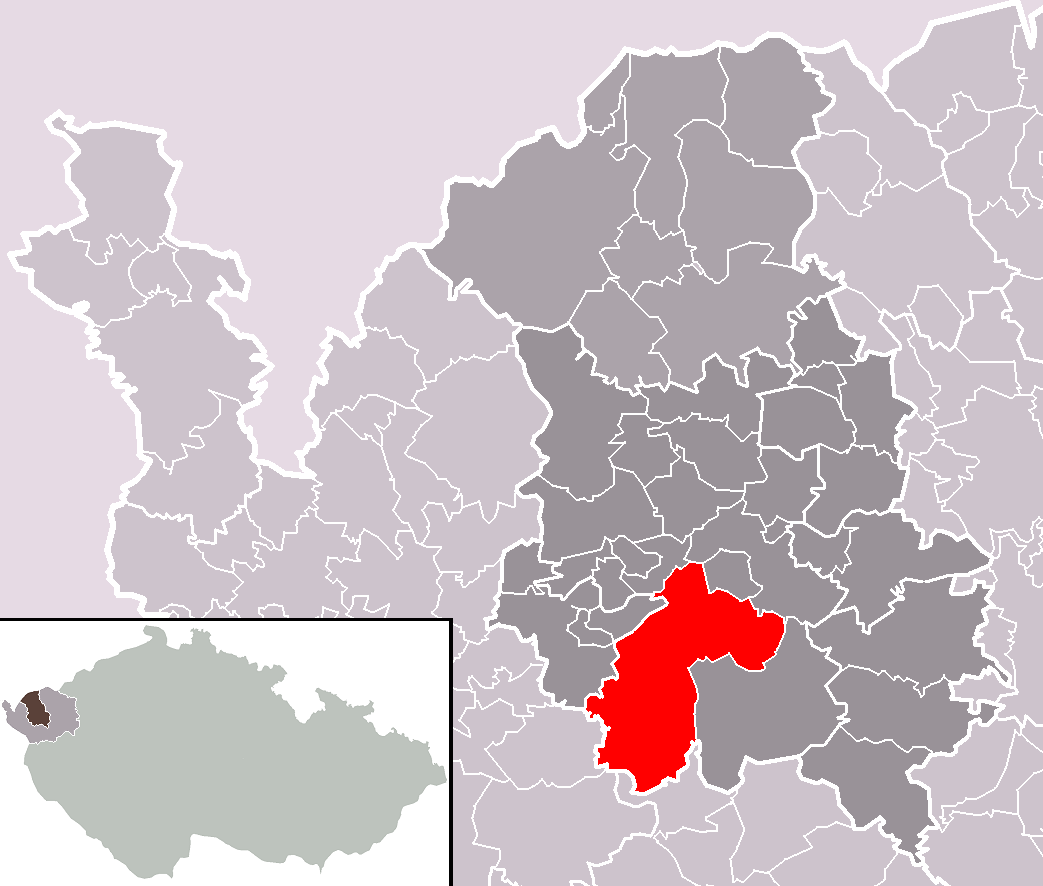
A város közigazgatási területe